# Defretinella eulaliae
Defretinella eulaliae is een soort in de taxonomische indeling van de Myzozoa, een stam van microscopische parasitaire dieren. Het organisme komt uit het geslacht Defretinella en behoort tot de familie Eleutheroschizonidae. Defretinella eulaliae werd in 1966 ontdekt door Hennere.